# Hold Your Breath (film 1921)
Hold Your Breath è un cortometraggio muto del 1921 diretto da William H. Watson.

## Produzione
Il film fu prodotto dalla Century Film.

## Distribuzione
Distribuito dall'Universal Film Manufacturing Company, il film - un cortometraggio in due bobine - uscì nelle sale cinematografiche USA il 31 agosto 1921.